# Складна черепаха чорнувата
Черепаха склáдна чорнувата (Pelusios subniger) — вид черепах з роду Складні черепахи родини Пеломедузові черепахи. Інші назви: «Східноафриканська мулова черепаха», «мадагаскарська черепаха». Має 2 підвиди.

## Опис
Загальна довжина у середньому сягає 20, максимально — 45 см. Спостерігається статевий диморфізм: самиці дещо більші за самців. Голова велика з тупою мордою. Карапакс сплощений, більш-менш округлий. Його задній край закруглений. Передня частка пластрона рухома і з'єднана з рештою панциром еластичними зв'язками. При небезпеці він піднімається і щільно прилягає до спинного щитка. Плавальні перетинки тільки на задніх кінцівках.
Карапакс чорного кольору з численними бурими плямами Пластрон жовтий з темними плямами. Голова оливково—сіра з чорними плямами та смугами. Шкіра на шиї та кінцівках сіра або чорна.

## Спосіб життя
Полюбляють неглибокі стоячі водойма, болота, канави, ставки, рисові поля. Під час сухого сезону заривається у ґрунт. Активна вночі. Харчується комахами, земноводними, рослинами, фруктами.
Самиці відкладають від 8 до 12 яєць. Інкубаційний період триває від 70 до 80 діб.

## Розповсюдження
Мешкає у Бурунді, Танзанії, Мозамбіку, Демократичній Республіці Конго, Замбії, N Ботсвані, Зімбабве, Центрально-Африканській Республіці, Гамбії, Камеруні, на Мадагаскарі, Сейшельських островах, Сан-Томе, Маврикій, острові Дієго-Гарсія, архіпелазі Чагос.

## Підвиди
- Pelusios subniger subniger
- Pelusios subniger parietalis